# Sainte-Eanne
Sainte-Éanne é uma comuna francesa na região administrativa da Nova Aquitânia, no departamento de Deux-Sèvres. Estende-se por uma área de 13,83 km². Em 2010 a comuna tinha 621 habitantes (densidade: 44,9 hab./km²).